# Presa de terra
|  | No s'ha de confondre amb Terra (electricitat). |

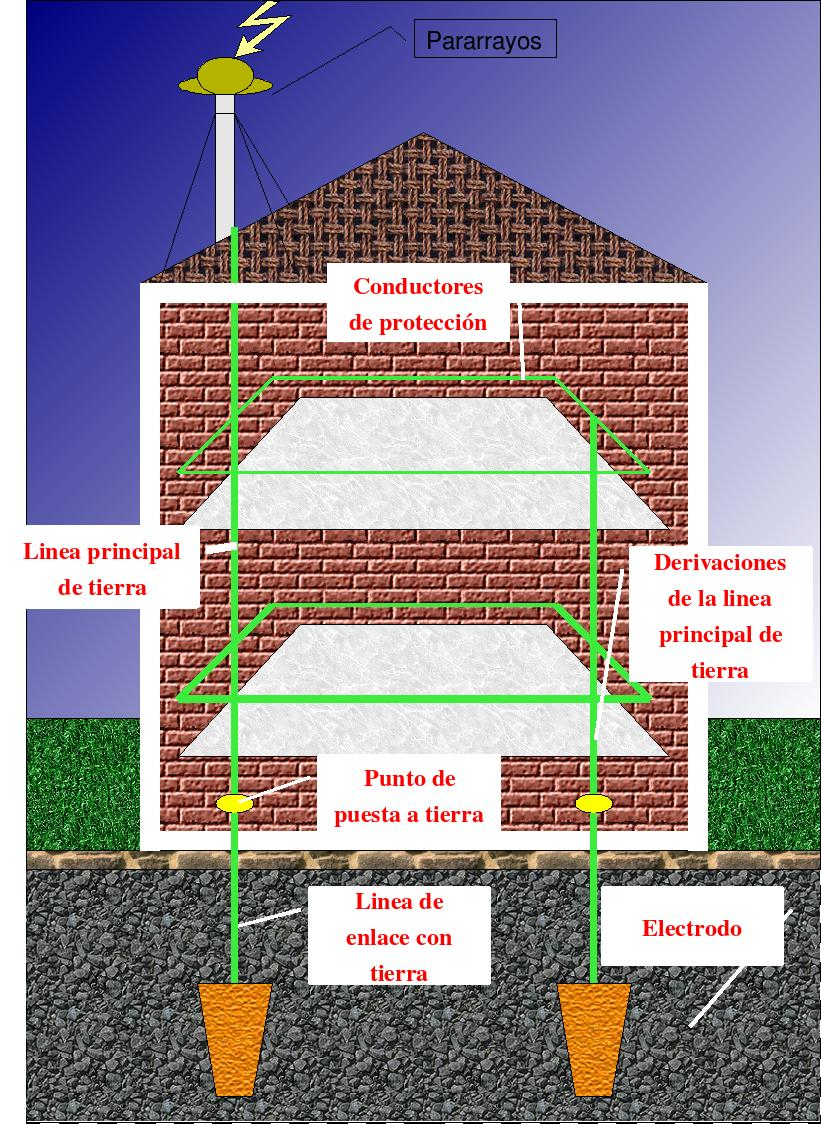
Il·lustració del sistema de presa de terra d'un edifici.

La presa de terra o connexió a terra és la connexió de les superfícies conductores exposades (gabinets metàl·lics) a algun punt no energitzat; comunament és la terra sobre la qual es posa la construcció, d'allí el nom. Al sistema d'un o diversos elèctrodes que proveeixen la connexió a terra se l'anomena «presa de terra». Les preses de terra es fan servir en les instal·lacions elèctriques com una mesura de seguretat. En cas d'una fallada on un conductor energitzat faci contacte amb una superfície conductora exposada o un conductor aliè al sistema fa contacte amb ell, la connexió a terra redueix el perill per a humans i animals que toquin les superfícies conductores dels aparells. Depenent del sistema, la decisió pot provocar que es desconnecti el subministrament per un interruptor magnetotèrmic, un interruptor diferencial o un dispositiu monitor de l'aïllament.

## Característiques

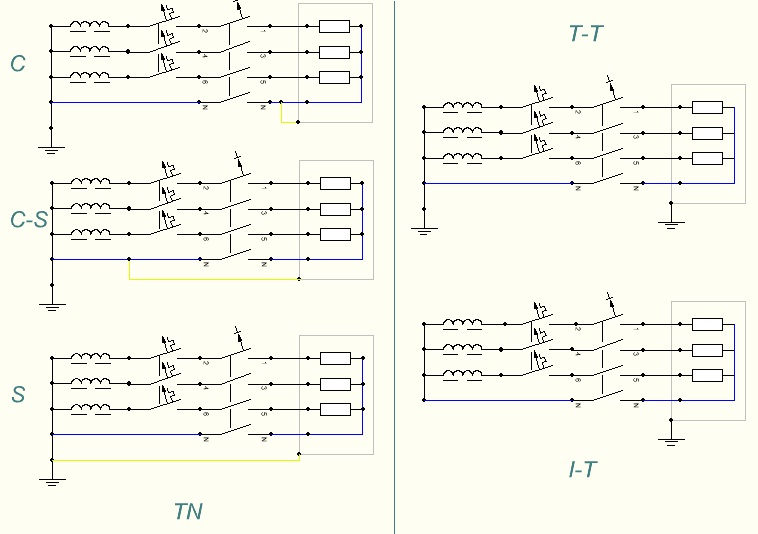
Esquemes de connexió de presa de terra.

La presa a terra és un sistema de protecció a l'usuari dels aparells connectats a la xarxa elèctrica. Consisteix en una peça metàl·lica, coneguda com a pica, elèctrode o javelina, enterrada a terra amb poca resistència i si és possible connectada també a les parts metàl·liques de l'estructura d'un edifici. Es connecta i distribueix per la instal·lació per mitjà d'un cable d'aïllant de color verd i groc, que ha d'acompanyar en totes les seves derivacions als cables de tensió elèctrica, i ha d'arribar a través de contactes específics a les bases d'endoll, a qualsevol aparell que disposi de parts metàl·liques accessibles que no estiguin prou separades dels elements conductors del seu interior.
Qualsevol contacte directe o per humitats, a l'interior de l'aparell elèctric, que assoleixi els seus parts metàl·liques amb connexió a la presa a terra trobarà per ella un camí de poca resistència, evitant passar a terra a través del cos de l'usuari que accidentalment pugui tocar el aparell.
La protecció total s'aconsegueix amb l'interruptor diferencial, que provoca l'obertura de les connexions elèctriques quan detecta que hi ha una derivació cap a la terra elèctrica a l'interior de la instal·lació elèctrica que controla. S'ha d'evitar sempre endollar un aparell dotat de clavilla d'endoll amb presa de terra en un endoll que no disposi d'ella.

## Línies d'alta tensió

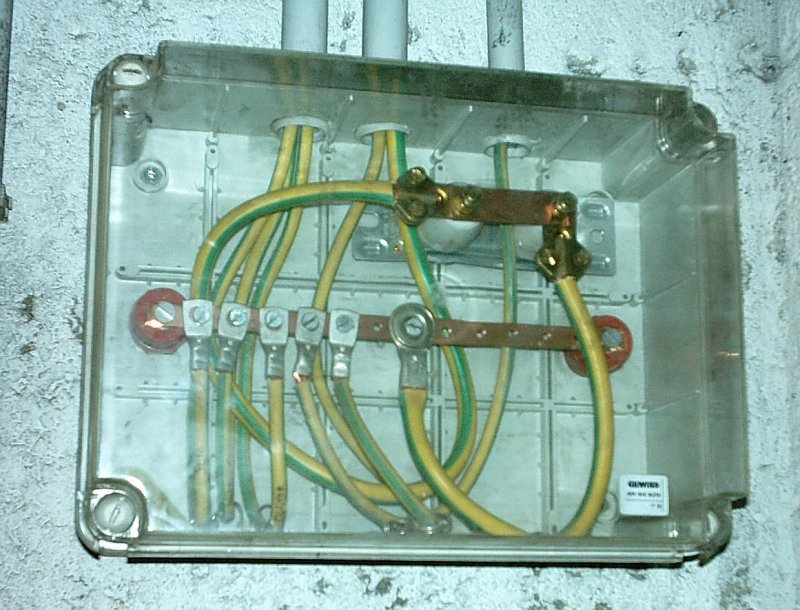
Bornes de presa de terra

En les línies d'alta tensió de la xarxa de transport d'energia elèctrica el fil de terra es col·loca a la part superior de les torres de suport dels conductors i connectat elèctricament a l'estructura d'aquestes, que, al seu torn, estan dotades de una presa de terra com la descrita anteriorment. En aquest cas el fil de terra cobreix una doble funció: d'una banda protegeix les persones d'una derivació accidental dels conductors d'alta tensió, i per una altra, al trobar-se més alt que els esmentats conductors, actuen com parallamps, protegint a el conjunt de les descàrregues atmosfèriques, que d'aquesta forma són derivades a terra causant el mínim dany possible a les instal·lacions elèctriques.

## Conceptes de terra i massa

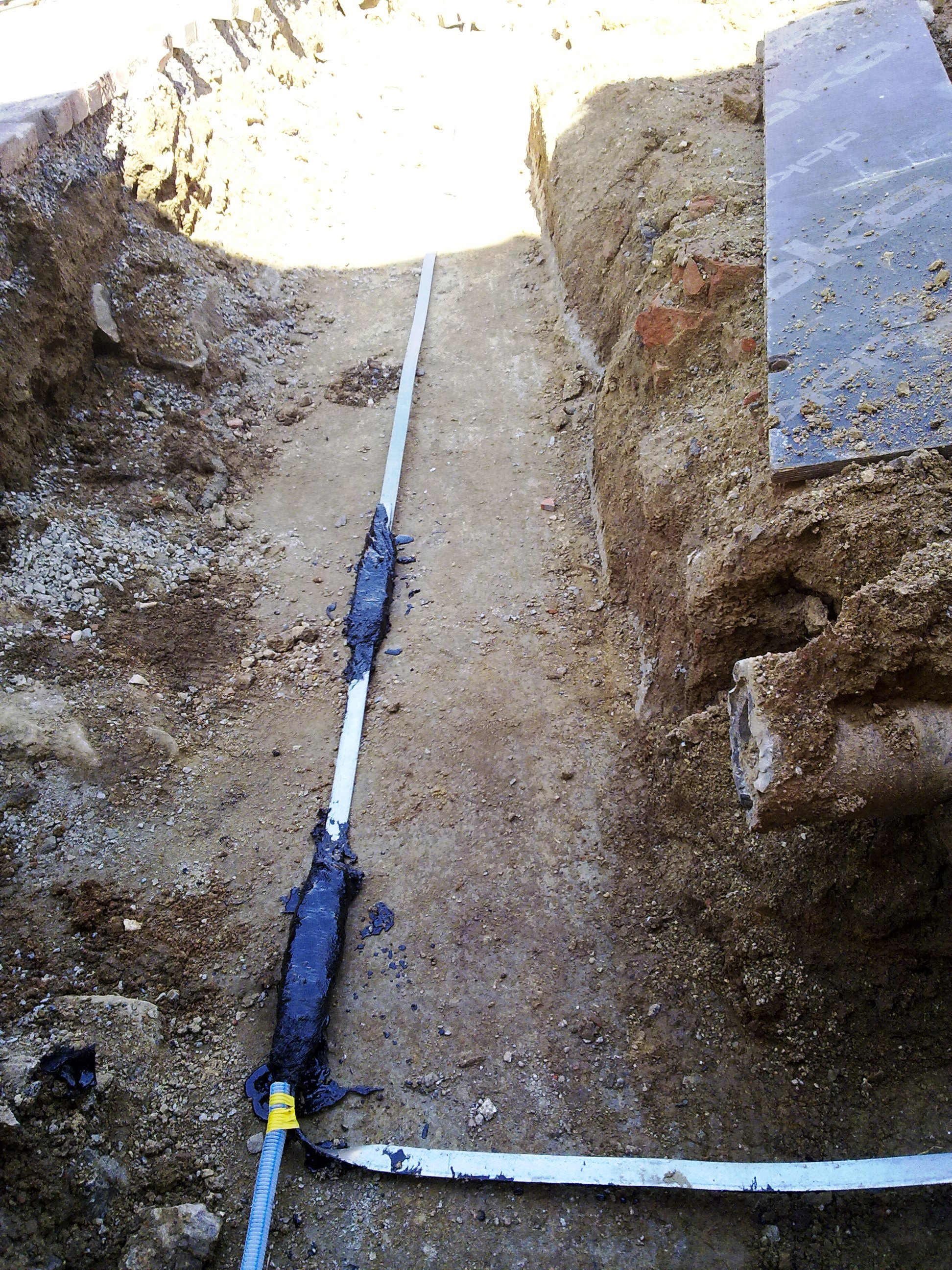
Línia d'enllaç amb terra, sota fonamentació de l'habitatge

. Els conceptes de terra i massa són usats en els camps de l'electricitat i electrònica.

### Terra física
El terme "terra física", com el seu nom indica, es refereix a el potencial de la superfície de la Terra.
El símbol de la terra en el diagrama d'un circuit és:
Per fer la connexió d'aquest potencial de terra a un circuit elèctric s'usa un elèctrode per aterrar, que pot ser una cosa tan simple com una barra metàl·lica (usualment de coure) introduïda profundament a terra, que de vegades s'ha de preparar per aconseguir una millor conducció.
És un concepte vinculat a la seguretat de les persones, perquè aquestes es troben al seu mateix potencial per estar trepitjant terra. Si qualsevol aparell està a aquest mateix potencial no hi haurà diferència entre l'aparell i la persona, de manera que no hi haurà descàrrega elèctrica perillosa.
Finalment cal dir que el potencial de la terra no sempre es pot considerar zero, especialment en el cas de caiguda de llamps. Per exemple si cau un llamp, a una distància d'1 quilòmetre de el lloc en què es troba el sistema de terra, la diferència de potencial entre dos punts separats per 10 metres serà de més de 150 V en aquest instant.
Posada a terra d'un suport elèctric.

### Terra analògica

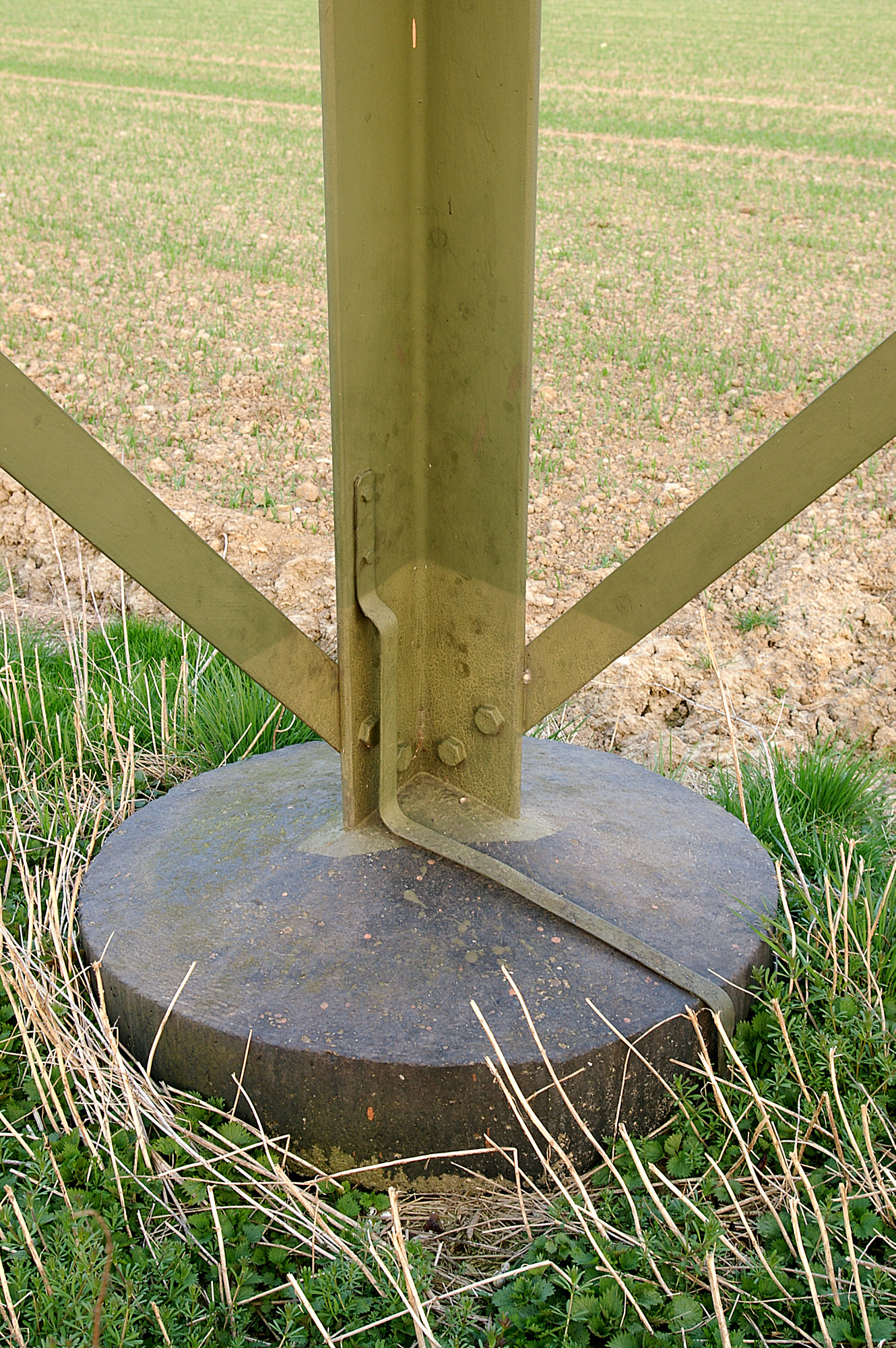
Presa de terra d'un suport elèctric

La definició clàssica de terra (en anglès dels Estats Units ground d'on ve l'abreujament GND, earth en anglès del Regne Unit) és un punt que servirà com a referència de tensions en un circuit (0 volts). El problema de l'anterior definició és que, en la pràctica, aquesta tensió varia d'un punt a un altre, és a dir, a causa de la resistència dels cables i al corrent que passa per ells, hi haurà una diferència de tensió entre un punt i un altre qualsevol d'un mateix cable.
Una definició més útil és que massa és la referència d'un conductor que és usat com a retorn comuna dels corrents.
El símbol de la massa en el diagrama d'un circuit és el següent (també és acceptable sense el ratllat):
En la majoria de les aplicacions la massa de l'equip o sigui el xassís, el suport dels circuits així com el valor 0 volts deuen, en principi, anar connectats a terra. Pel que moltes vegades quan es diu connexió a massa també significa connexió a terra. En altres poques ocasions la massa i la terra en un circuit no tenen perquè tenir la mateixa tensió. Fins i tot la forma d'ona de la massa respecte a la terra pot ser variable, com passa en un convertidor Buck.

## Elements que formen una presa de terra
Als elements que formen el conjunt d'una presa de terra els podem classificar de la següent manera:
Terra: Necessitem un terreny que serà capaç de dissipar les energies que pugui rebre.
Presa de terra: Aquesta és la instal·lació de connexió a terra, consta de les següents parts:
Elèctrodes (també anomenats javelines): Parts metàl·liques enterrades.
Línia d'enllaç amb terra: Conductor connectat als elèctrodes.
Bornes de presa de terra: connexió entre la línia d'enllaç i els diferents conductors de protecció.
Conductors de protecció: uneixen els diferents punts de la instal·lació amb la línia d'enllaç.

## Mètodes estàndard de presa de terra
L'estàndard internacional CEI 60.364 distingeix maneres de posar un sistema de terra utilitzant els codis de dues lletres TN, TT i IT.
La primera lletra indica la connexió entre l'equip de subministrament d'energia i la terra (generador o transformador):
T - Connexió directa d'un punt de terra (llatí: terra)
I - Cap punt està connectat amb terra (de l'anglès isolated), o ho està però travessant una connexió d'alta impedància.
La segona lletra indica la connexió entre la terra i el dispositiu elèctric que es subministra:
N - Connexió directa a neutre en l'origen de la instal·lació, que està connectat a la terra
En els esquemes TN s'afegeix una S (separat) o una C (conjunt) per definir si el conductor de neutre i el de protecció són un sol conductor.
T - L'equip té una presa de terra pròpia, no connectada a la del subministrament.

## Protecció contra contactes indirectes
Hi ha un contacte indirecte si una persona toca una part conductora d'un equip elèctric que va ser posada sota tensió per una falla d'aïllament. Aquesta persona completaria el circuit cap a terra rebent un xoc elèctric.
Tots els esquemes, en combinació amb altres dispositius de protecció, garanteixen la seguretat de les persones enfront dels contactes indirectes degudes a fallades d'aïllament. La seva principal diferència rau en la continuïtat del subministrament elèctric.

## Cablejat
La norma de cablejat estableix un codi de colors per a la instal·lació elèctrica. D'aquesta manera, cada cable té un color determinat segons la seva funció.
El conductor neutre és blau, el fil de fase és marró, gris o negre, i el cable de terra és sempre verd i groc.